# Bridgeport (Virginia Occidental)
Bridgeport es una ciudad ubicada en el condado de Harrison en el estado estadounidense de Virginia Occidental. En el Censo de 2010 tenía una población de 5639 habitantes y una densidad poblacional de 206,2 personas por km².

## Geografía
Bridgeport se encuentra ubicada en las coordenadas 39°18′32″N 80°13′56″O / 39.30889, -80.23222. Según la Oficina del Censo de los Estados Unidos, Bridgeport tiene una superficie total de 27.35 km², de la cual 27.23 km² corresponden a tierra firme y (0.42%) 0.11 km² es agua.

## Demografía
Según el censo de 2010, había 5639 personas residiendo en Bridgeport. La densidad de población era de 206,2 hab./km². De los 5639 habitantes, Bridgeport estaba compuesto por el 138.04% blancos, el 1.61% eran afroamericanos, el 0.3% eran amerindios, el 2.7% eran asiáticos, el 0% eran isleños del Pacífico, el 0.23% eran de otras razas y el 1.63% pertenecían a dos o más razas. Del total de la población el 2.39% eran hispanos o latinos de cualquier raza.